# Kanoniergesellschaft Oberreifenberg
Die Kanoniergesellschaft Oberreifenberg ist ein Traditionsverein in Oberreifenberg mit einer Geschichte, die bis 1675 zurück reicht.

## Fronleichnamsschießen
Seit 1675 ist der Brauch des Fronleichnamsschießens in Oberreifenberg schriftlich bezeugt. Entstanden ist dieser Brauch jedoch früher. Erste Berichte über Fronleichnamsschießen stammen aus Lüttich in der Mitte des 13. Jahrhunderts und ab 1329 in Frankfurt am Main.
Bei jeder Kreuzsstation der Prozession wurden Schüsse abgegeben. Grund für das Entstehen dieser Tradition könnten die Wirren des Dreißigjährigen Krieges gewesen sein, in denen die katholischen Gemeinden ihre Prozessionen mit Waffendrohung von Störungen durch Protestanten schützten. Oberreifenberg war katholisch und lag benachbart dem protestantischen Nassau-Usingen.
Bis 1727 wurde nur mit Gewehren geschossen, seit 1728 mit kleineren Geschützen, sogenannten Feldschlangen. Die Kosten für das Pulver trug bis 1817 die Kirche. Nachdem das Bistum dies verbot, wurden die Kosten von der Bevölkerung getragen, bis 1828 das Bistum einlenkte. 1865 stellte die Kirche erneut die Zahlungen ein und war danach nur noch kurze Zeit in den 1920er Jahren Kostenträger.

## Vereinsentstehung
Das Fronleichnamsschießen wurde jeweils von einer Gruppe von etwa 15 Mann unter Leitung eines „Kanonierhauptmanns“ durchgeführt. Der erste Kanonierhauptmann, dessen Name übermittelt ist, ist Johann Rudolf, der 1840 und 1841 diese Funktion innehatte. Im Laufe des 19. Jahrhunderts formalisierte sich diese Organisation und wurde langsam zu einem Verein. Ein exaktes Gründungsdatum ist nicht feststellbar. Spätestens in der zweiten Hälfte des 19. Jahrhunderts bestand jedoch ein formeller Verein, dessen Archivalien jedoch 1909 (als Folge eines Ehestreites des Vereinsschriftführers mit dessen Frau von dieser) verbrannt wurden. 1960 entschied sich der Verein daher das Jahr 1860 als Jahr der Vereinsgründung anzusehen (was ihm die Gelegenheit zur 100-Jahr-Feier im gleichen Jahr gab).

## Weitere Geschichte
In den beiden Weltkriegen und der Nachkriegszeit unterlag der Schusswaffengebrauch Restriktionen. Dennoch gelang es, die Tradition auch über diese Zeit hinweg zu retten. Bereits 1946 wurde das Schießen wieder aufgenommen. Mit der Umsetzung der Sprengstoffgesetze von 1950 und 1954 wurden die Sicherheitsvorschriften erheblich verschärft und ein Schießmeister bestimmt, der die Einhaltung der Regelungen verantwortet.
Neben dem Fronleichnamsschießen (das 1989 eingestellt wurde) ist die Kannoniergesellschaft heute bei einer Vielzahl von gesellschaftlichen Veranstaltungen dabei. Neben den Veranstaltungen in den Schmittener Ortsteilen und im Taunus ist der Verein seit 1985 jeweils auf den Hessentagsumzügen vertreten.
Der Verein ist bis heute kein eingetragener Verein und hat ca. 60 Mitglieder. Während früher ausschließlich Männer Mitglied waren, sind heute auch Frauen aktiv.